# Estrígil

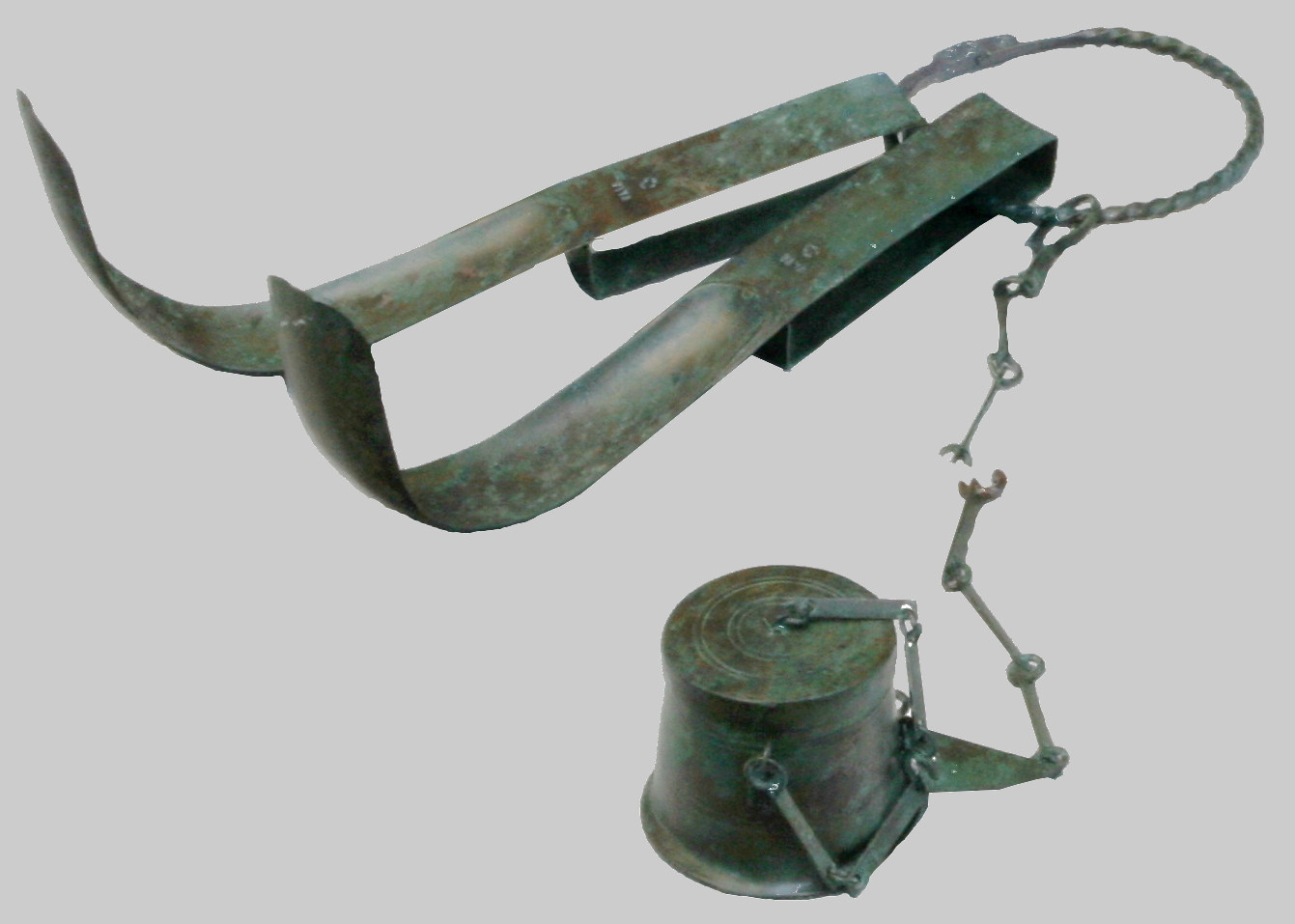
Strigilis romano, séc. I a.C.

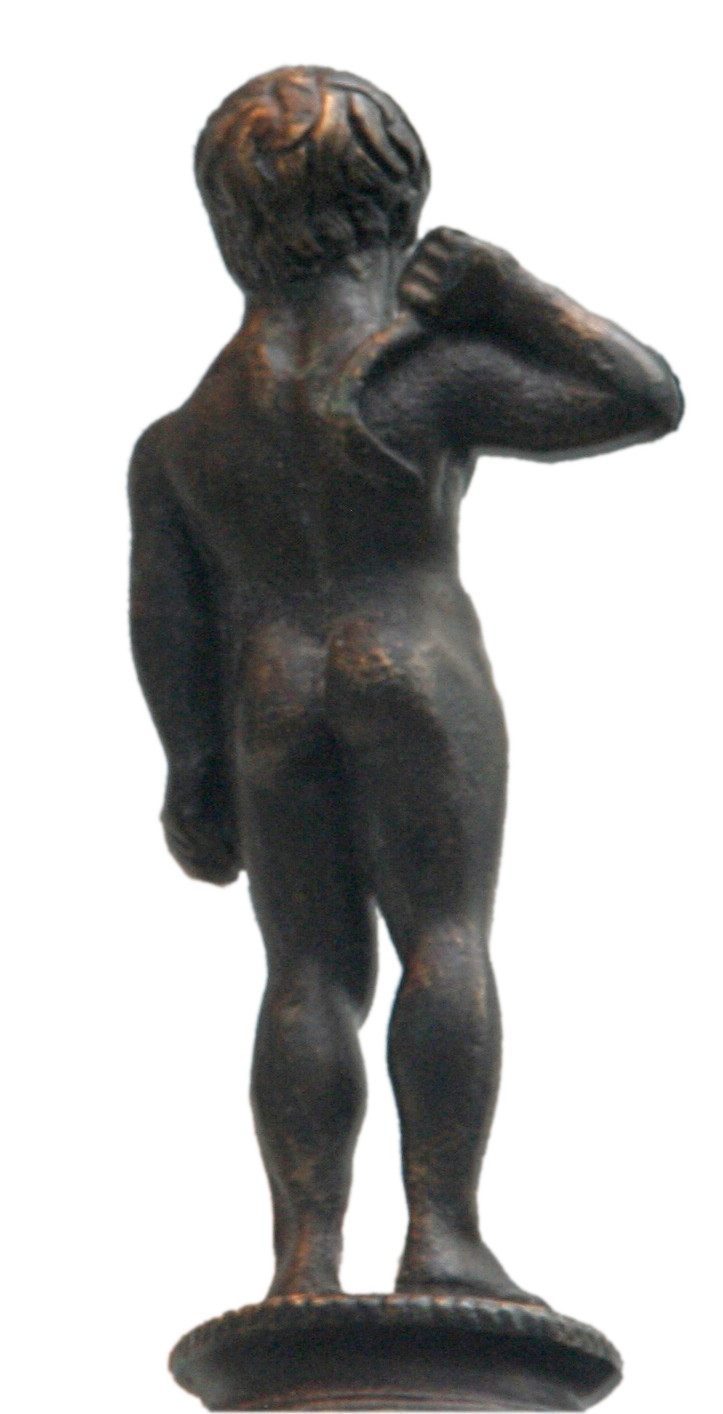
Estatueta representando um atleta, usando o strigilis

O estrígil era um pequeno instrumento, usado na Roma e Grécia Antigas, feito de metal recurvado, usado para raspar a sujeira e suor do corpo, principalmente nas costas. Segundo o costume da época, aplicavam-se óleos perfumados na pele, que em seguida eram raspados, retirando assim também as impurezas e sujidades.
O estrígil era um acessório usado, com freqüência, nos banhos públicos de Roma e para os cidadãos ricos, era utilizado por escravos.